# Мирихос
Мирихос или Сисани (на гръцки: Μύριχος) е река в Егейска Македония, Гърция, ляв приток на Бистрица (Алиакмонас).

## Път
Реката извира в Синяк (Синяцико) североизточно под връх Синяк (2110 m) и тече на север. След местността Керамида завива на североизток, а след като приема десния си приток – Блацката река, завива на запад. Приема левия си приток Намата и излиза в Сисанийската котловина. Минава непосредствено северно от Сисани, след което веднага завива на юг и поддържа тази посока до края си. Влива се в Бистрица в местността Драхес, югозападно от Калонери (Врондища) и срещу Полилако (Кинам).